# Filippo Salviati
Pour les articles homonymes, voir Salviati.
Filippo Salviati (né à Florence en 1582, mort à Barcelone le 22 mars 1614) est un astronome et savant italien du début du XVIIe siècle, ami de Galilée.

## Biographie
Appartenant à une des plus riches et des plus influentes familles florentines, il devint orphelin très jeune et fut élevé par son oncle Antonio qui souhaitait lui confier les intérêts financiers de la famille, mais Filippo s'en détourna pour se consacrer à l'étude des mathématiques et de la physique. Membre de l'Accademia della Crusca en 1611 et de l'Académie des Lyncéens en 1612, il fut l'ami et peut-être l'élève de Galilée, qui lui dédia en 1613 l'Istoria e dimostrazioni intorno alle macchie solari (Histoire et démonstrations relatives aux taches solaires) qui furent écrites à Signa dans la villa des Salviati. Il passa en Espagne, peut-être pour une question d'honneur restée obscure avec Bernadetto Medici, et mourut à Barcelone à l'âge de 32 ans.
La renommée de Salviati est surtout liée au choix qu'a fait Galilée de l'imaginer sous son vrai nom parmi les protagonistes de son Dialogo sopra i due massimi sistemi del mondo (Dialogue sur les deux grands systèmes du monde), en qualité de défenseur du système copernicien, contre Simplicio, défenseur de la théorie aristotélicienne, et essayant de convaincre Sagredo.

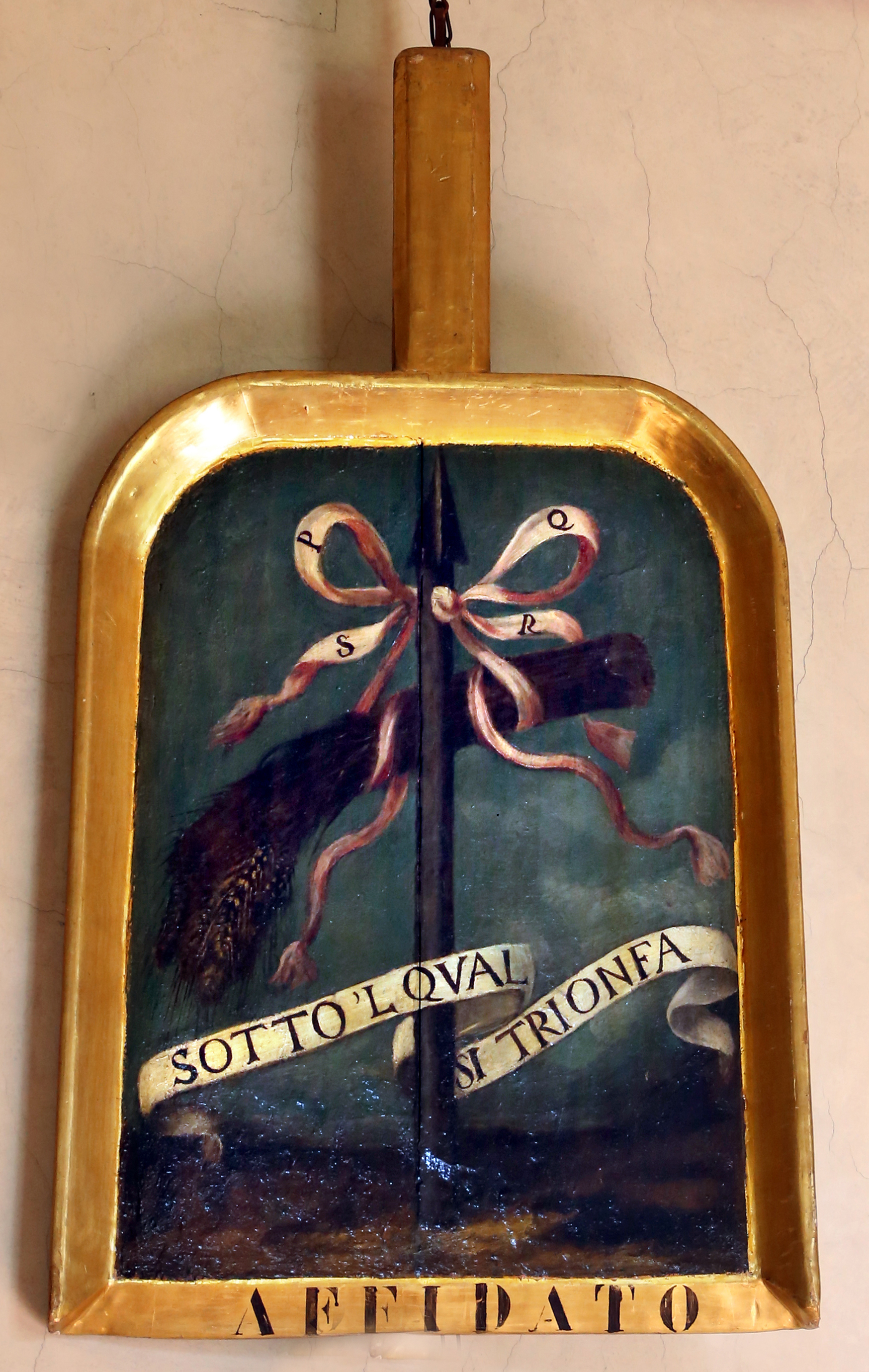
Pelle ceremonielle du membre ‘Affidato’ (Salviati) à l'Accademia della Crusca

## Sources
- (en) Cet article est partiellement ou en totalité issu de l’article de Wikipédia en anglais intitulé « Filippo Salviati » (voir la liste des auteurs).

- (it) Cet article est partiellement ou en totalité issu de l’article de Wikipédia en italien intitulé « Filippo Salviati » (voir la liste des auteurs).